# El Carrizo de la Petaca
El Carrizo de la Petaca är en ort i Mexiko.   Den ligger i kommunen Tamazula och delstaten Durango, i den centrala delen av landet, 900 km nordväst om huvudstaden Mexico City. El Carrizo de la Petaca ligger 1 319 meter över havet och antalet invånare är 128.
Terrängen runt El Carrizo de la Petaca är huvudsakligen bergig, men åt sydväst är den kuperad. Runt El Carrizo de la Petaca är det mycket glesbefolkat, med 5 invånare per kvadratkilometer. Närmaste större samhälle är Los Remedios, 11,1 km sydväst om El Carrizo de la Petaca. I omgivningarna runt El Carrizo de la Petaca växer huvudsakligen savannskog.